# Joel Madden
Joel Reuben Madden, född Joel Ryan Rueben Combs den 11 mars 1979 i Waldorf i Maryland, är en amerikansk musiker. Han är sångare i punkrockbandet Good Charlotte. Madden kom på bandnamnet Good Charlotte då han råkade få se en barnbok med detta namn hos en vän.

## Biografi
Joel Madden och Benji Madden, som även han är medlem i bandet Good Charlotte, är enäggstvillingar, tvillingbrodern Benji sjunger i bakgrunden och spelar dessutom gitarr i Good Charlotte. De har en äldre bror, Josh, som är diskjockey och en yngre syster, Sarah, som är medlem i bandet Her Daily Obsession.
Joel är gift med The Simple Life-stjärnan Nicole Richie som han har två barn med, dottern Harlow född 2008 och sonen Sparrow född 2009.
Familjen Madden är av irländsk-amerikansk medelklass. När fadern lämnade familjen sjönk familjen ner i nära nog fattigdom. Bröderna Joel och Benji var då 16 år gamla. De tog då tillfälliga arbeten för att hjälpa sin mor ekonomiskt. När de var i tjugoårsåldern antog de sin mors efternamn, Madden, för att ytterligare lämna sin far bakom sig. På albumet The Young and the Hopeless finns det en låt som heter "Emotionless" som handlar om fadern. Joel blev dessutom mobbad i skolan, och många av hans texter är inspirerade av den besvärliga tiden. Vissa av hans låtar handlar också om Gud och hela Good Charlotte är troende.

## Liv och karriär
Joel är drogfri efter ha genomgått en drogbehandling 2004.
Tillsammans med kompisen Tal Cooperman skapade alla tre bröderna Madden klädmärket DCMA. Dessförinnan hade tvillingbröderna ensamma skapat klädmärket MADE, vilket numera dock är nedlagt.
Joel har två barn tillsammans med Nicole Richie, dottern Harlow Winter Kate (född 2008) och sonen Sparrow James Midnight (född 2009).
I början av december månad 2010 gifte sig Joel med Nicole Richie. Festen hölls hos Nicoles adoptivfar Lionel Richie.